# Ozónido
Os ozonidos são compostos químicos derivados do ozônio. Em química inorgânica o termo "ozónido" refere-se ao anião instável, O3-, que tende a formar compostos iónicos de cor vermelha escura.

## Química orgânica
O ozônio pode adicionar-se a duplas ligações de uma molécula orgânica, com a formação de grupos cíclicos, ditos ozónidos.
A reação ocorre em duas fases:
1. adição do ozónio à ligação dupla, com formação de um composto, dito molozónido.
2. rearranjo do molozónido no ozonido.

Os ozónidos também são chamados de trioxolanos.
O tratamento de um ozonido com água e zinco metálico, o anel do ozonido quebra e se reduz parcialmente formando dois aldeídos. Esta reação era utilizada em química analítica orgânica para determinar a posição de uma ligação dupla.
Na ozonioterapia, ozonídeos são reconhecidos como subprodutos provenientes da ação do ozônio com óleos vegetais nos processos de fabricação de óleos ozonizados.